# Бівер-Крик (Юкон)
Бівер-Крик (англ. Beaver Creek) — громада на території Юкон, Канада.

## Географія
Бівер-Крик розташований на 1871-му кілометрі Аляскинського шосе і є найзахіднішим населеним пунктом країни. Знаходиться за 25 км від нині покинутого селища Снег, де 3 лютого 1947 року було зафіксовано абсолютний мінімум температури повітря для Північної Америки за всю історію спостережень (−63,0 °C).

### Клімат
Селище знаходиться у зоні, котра характеризується континентальним субарктичним кліматом. Найтепліший місяць — липень із середньою температурою 14.1 °C (57.3 °F). Найхолодніший місяць — січень, із середньою температурою -25.2 °С (-13.4 °F).
| Клімат Бівер-Крика      | Клімат Бівер-Крика | Клімат Бівер-Крика | Клімат Бівер-Крика | Клімат Бівер-Крика | Клімат Бівер-Крика | Клімат Бівер-Крика | Клімат Бівер-Крика | Клімат Бівер-Крика | Клімат Бівер-Крика | Клімат Бівер-Крика | Клімат Бівер-Крика | Клімат Бівер-Крика | Клімат Бівер-Крика |
| Показник                | Січ.               | Лют.               | Бер.               | Квіт.              | Трав.              | Черв.              | Лип.               | Серп.              | Вер.               | Жовт.              | Лист.              | Груд.              | Рік                |
| Абсолютний максимум, °C | 4                  | 7                  | 10                 | 22                 | 29                 | 32,8               | 31,5               | 31,1               | 26,5               | 20,5               | 7,8                | 14                 | 32,8               |
| Середній максимум, °C   | −20,4              | −13,1              | −3,5               | 6,2                | 13,4               | 19,1               | 20,3               | 17,9               | 10,9               | −0,9               | −14,2              | −19                | 1,4                |
| Середня температура, °C | −25,2              | −19,9              | −12,3              | −1,3               | 6,6                | 12,4               | 14,1               | 11,3               | 4,6                | −6,2               | −19                | −23,6              | −4,9               |
| Середній мінімум, °C    | −30                | −26,7              | −21,1              | −8,7               | −0,2               | 5,6                | 7,8                | 4,7                | −1,7               | −11,5              | −23,9              | −28,3              | −11,2              |
| Абсолютний мінімум, °C  | −55                | −52                | −48                | −35                | −13,5              | −7                 | −2                 | −6,7               | −26                | −37,2              | −46,5              | −52,8              | −55                |
| Норма опадів, мм        | 13.9               | 13.9               | 12.9               | 8.8                | 39.7               | 72                 | 101.3              | 57.1               | 36.9               | 28.1               | 19.2               | 13.5               | 417.3              |
| Днів з опадами          | 6,3                | 4,9                | 5                  | 3,7                | 9,2                | 14,2               | 17,1               | 13,5               | 9,2                | 9,6                | 7,9                | 6,3                | 106,6              |
| Днів з дощем            | 0                  | 0                  | 0                  | 0,5                | 8,1                | 13,7               | 17,5               | 13,2               | 8                  | 1,4                | 0                  | 0                  | 62,4               |
| Днів зі снігом          | 6,3                | 4,9                | 5                  | 3,2                | 1,6                | 0                  | 0                  | 0,2                | 1,9                | 8,5                | 7,9                | 6,4                | 45,8               |
| ----------------------- | ------------------ | ------------------ | ------------------ | ------------------ | ------------------ | ------------------ | ------------------ | ------------------ | ------------------ | ------------------ | ------------------ | ------------------ | ------------------ |
| Джерело: Weatherbase    |                    |                    |                    |                    |                    |                    |                    |                    |                    |                    |                    |                    |                    |

## Галерея

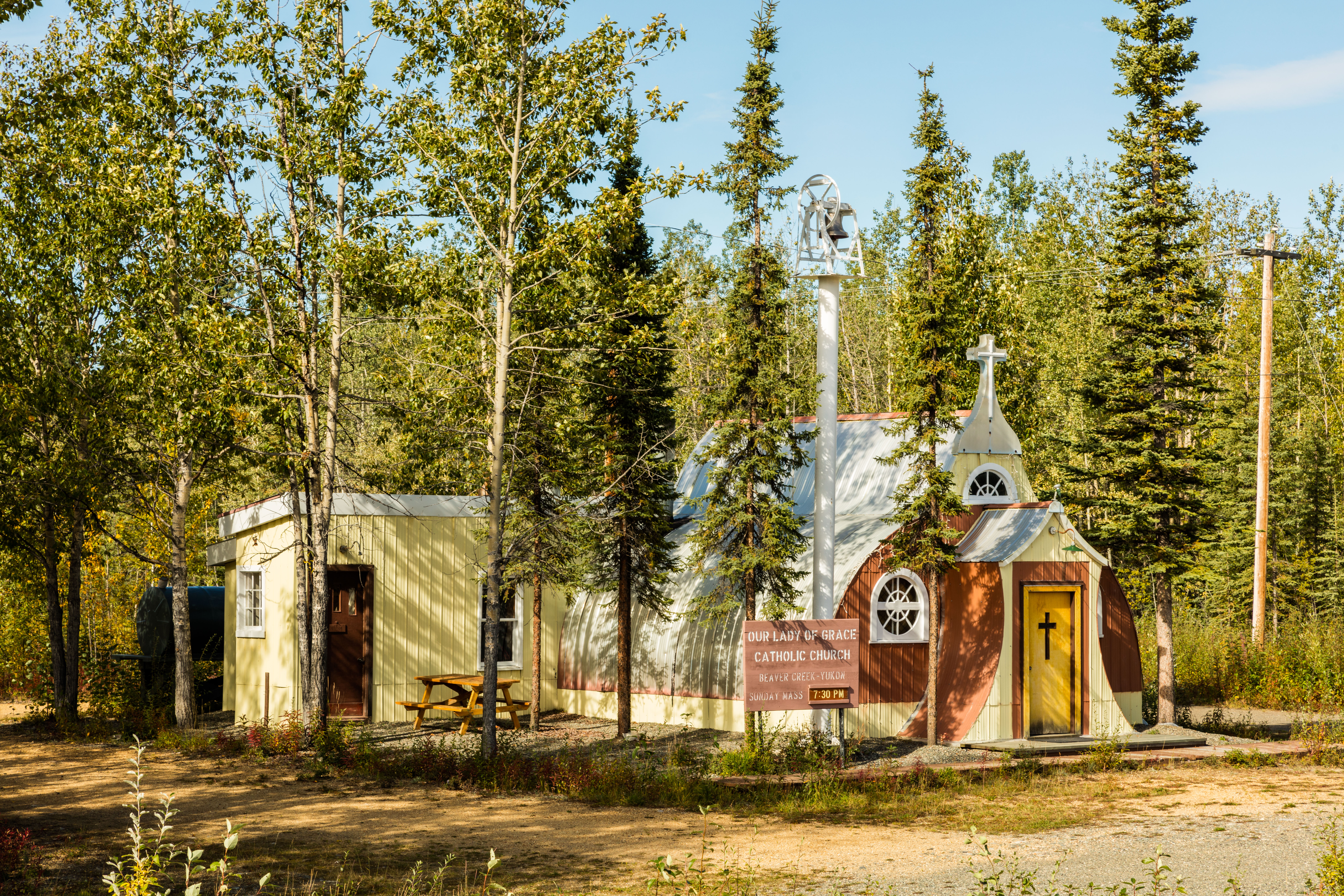
Католицька Церква Богоматері Благодаті
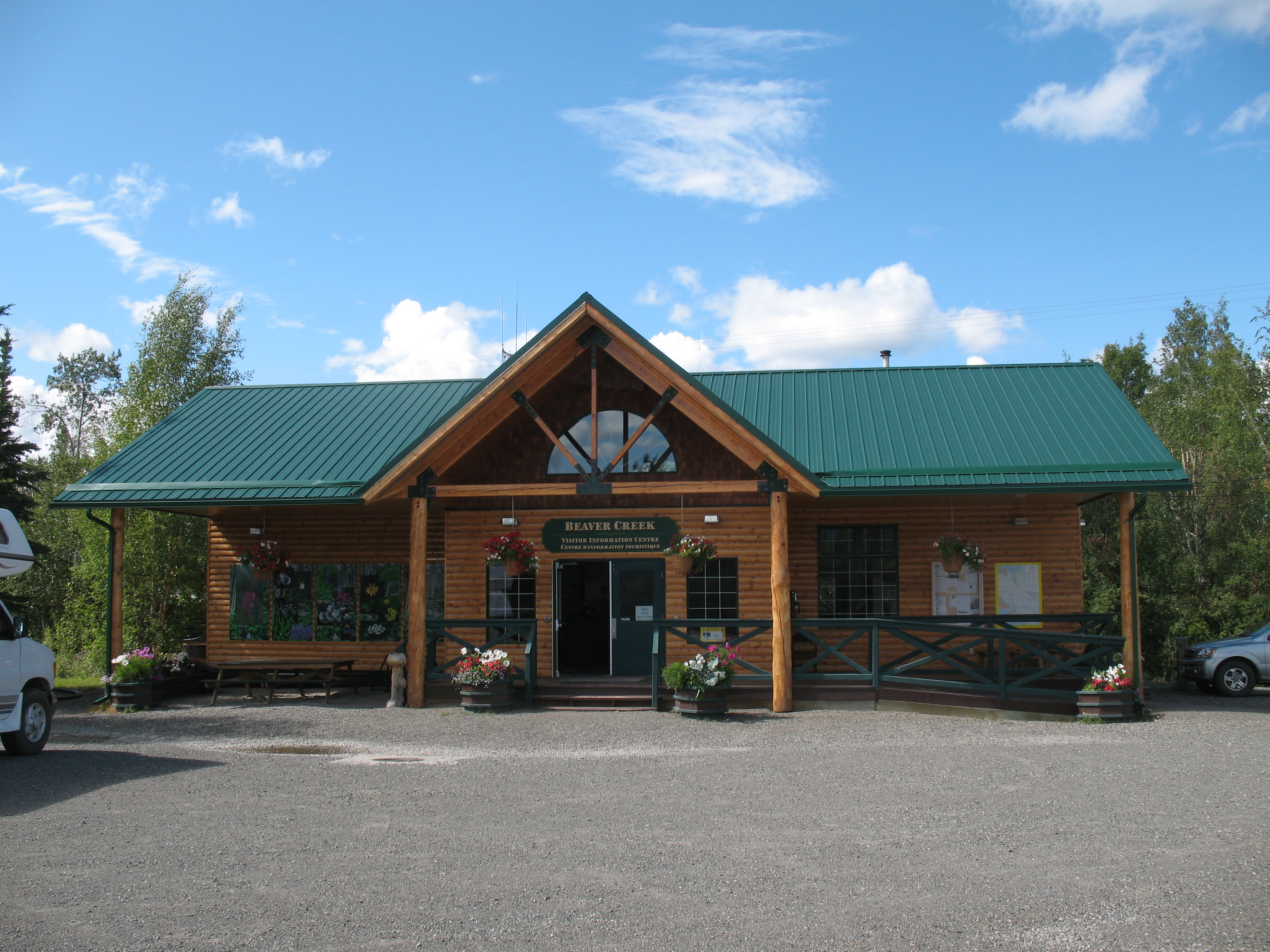
Інформаційний центр для відвідувачів Бівер-Крик